# Cheng Tang
 (avril 2017).
Si vous disposez d'ouvrages ou d'articles de référence ou si vous connaissez des sites web de qualité traitant du thème abordé ici, merci de compléter l'article en donnant les références utiles à sa vérifiabilité et en les liant à la section « Notes et références ».
Cheng Tang (chinois simplifié : 成汤 ; chinois traditionnel : 成湯 ; pinyin : chéng tāng)-1767/-1753, Il fut le premier roi de la dynastie Shang (商朝) et l'un des plus grands souverains de l'histoire de la Chine.

## Les noms
Son nom de naissance était Zi Lü (子履). Il avait pour nom posthume Cheng Tang (成湯) qui veut dire Tang le Parfait, ou Shang Tang (商湯, shāng tāng, « Tang de la dynastie Shang »). Son nom de courtoisie était Da Yi (大乙, dà yǐ, « grand yi ») et ou Tian Yi (天乙, tiān yǐ), mais des écriture ossécaille (甲骨文, jiǎgǔwén) retrouvées en faisaient son nom posthume. Da Yi et Cheng Tang sont en tout cas la même personne. On le connaissait aussi sous le nom de Shanglü (商履), Tang (唐) et Xian (咸).

## Son règne
Il fut le roi-fondateur de la dynastie Shang (商朝). Il renversa le roi Jie Gui (桀癸) de la dynastie Xia (夏朝) à la Bataille de Mingtiao (鳴條之戰). Avant d'entrer en guerre contre les Xia, il était le chef d'une tribu vassale appelée Shang. Pour cette raison, il nomma sa dynastie de ce nom. Yi Yin (zh) (伊尹) fut son premier ministre, qui serait l'ancêtre de Confucius. Il jeta aux fers le roi des Xia, après l'avoir poursuivi longuement et dirigea le royaume Shang. À la troisième année de son règne, il libéra Jie Gui, à la condition qu'il ne revienne plus. Jie Gui mourut au cours de l'année.
Il y eut une sécheresse qui dura pendant plus de cinq ans et il finit par menacer de s'immoler lui-même si la pluie ne revenait pas. Finalement, la pluie revint. Pendant la sécheresse, beaucoup de familles auraient vendu leurs enfants afin de ne pas mourir de faim et de soif. Tang 。le Parfait。 fit fondre des pièces d'or qu'il distribua à ces familles, dans le but qu'elles puissent racheter leurs enfants.
Il baissa également la taxation qui était le lot de l'administration précédente, perçue dans le but unique de financer des plaisirs lascifs au souverain qui ne s'occupait pas des affaires d'État. Aussi, il bannit les plaisirs du précédent souverain corrompu de sa cour.